# Тягач

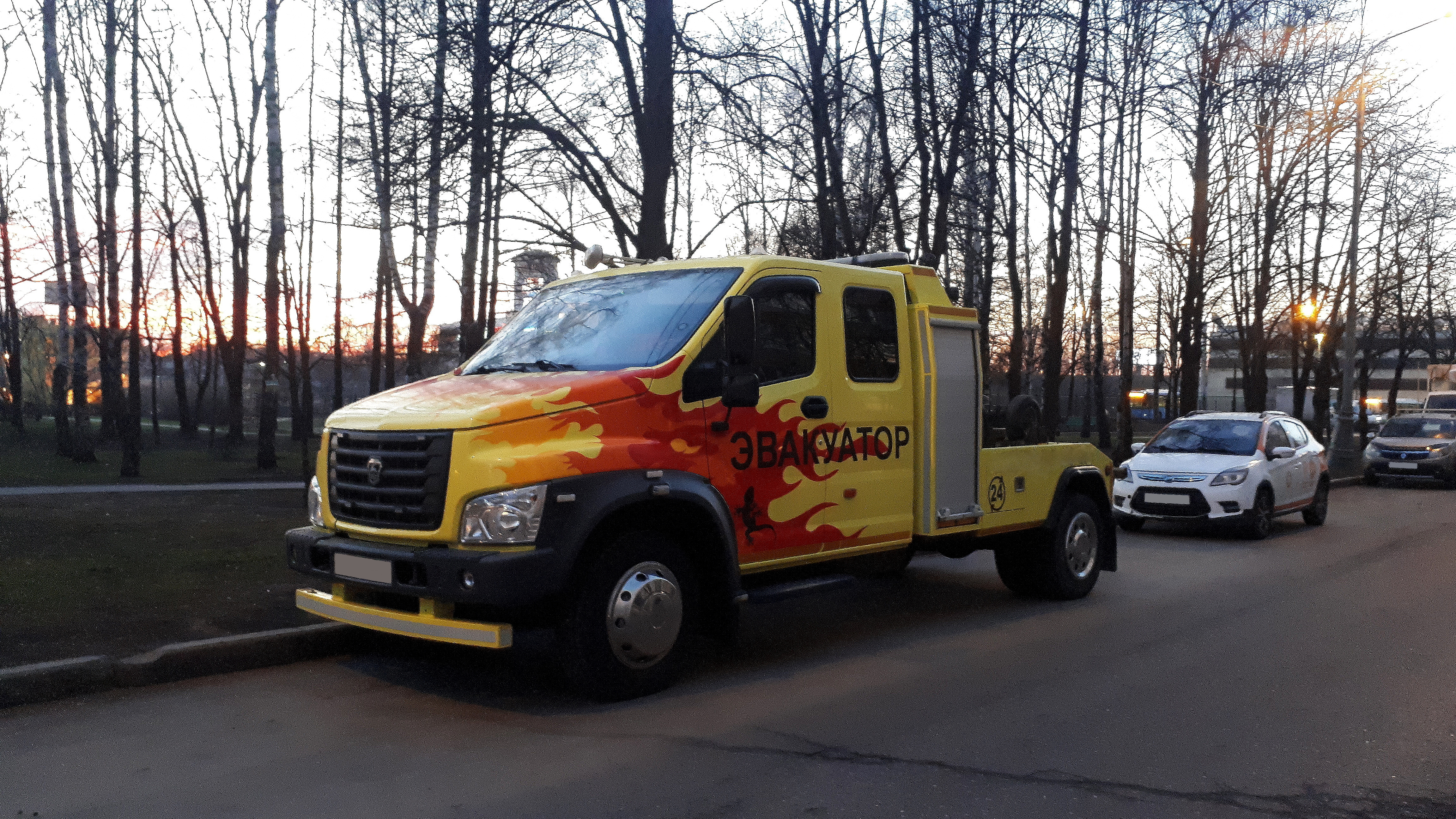
Тягач-эвакуатор на базе ГАЗон NEXT

Тяга́ч — самоходная безрельсовая наземная транспортная машина, предназначенная для буксировки прицепов и полуприцепов, несамоходных машин (строительных, сельскохозяйственных), грузов на санях и волокушах, а также для буксировки арт- и ракетных систем, неисправных самоходных машин (автомобилей, танков и проч.) и самолётов на аэродромах.
В качестве тягача может выступать автомобиль, трактор или специальная самоходная машина на колёсном, гусеничном или комбинированном шасси.

## Классификация тягачей
Тягачи классифицируются по ряду критериев:
- по типу машины;
- по тяговому классу;
- по числу осей.

Автомобиль-тягач в сцепе с прицепом (полуприцепом) называется автопоездом.

## Типы тягачей
- Тягачи для работы с прицепами.
- Балластные тягачи — разновидность тягача, имеющая платформу для установки балласта для увеличения сцепного веса.
- Седельные тягачи — для работы с полуприцепами.

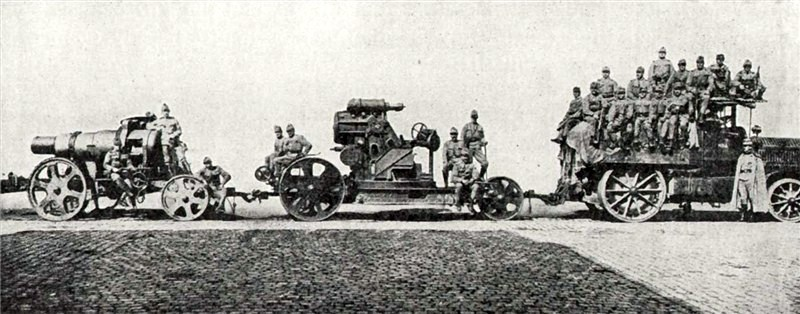
Тягач Австро-Даймлер М12 буксирует М11 с расчётом, на двух прицепах, 1914 год.
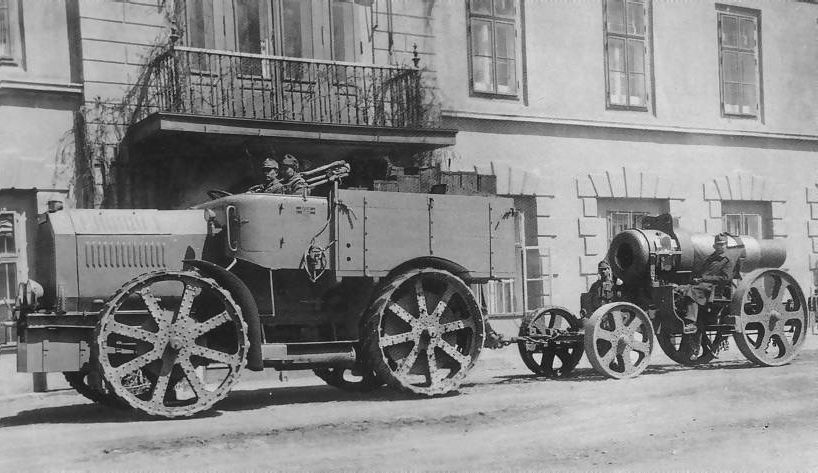
Тягач Австро-Даймлер М17 или «Голиаф»  буксирует М11, 1917 год.
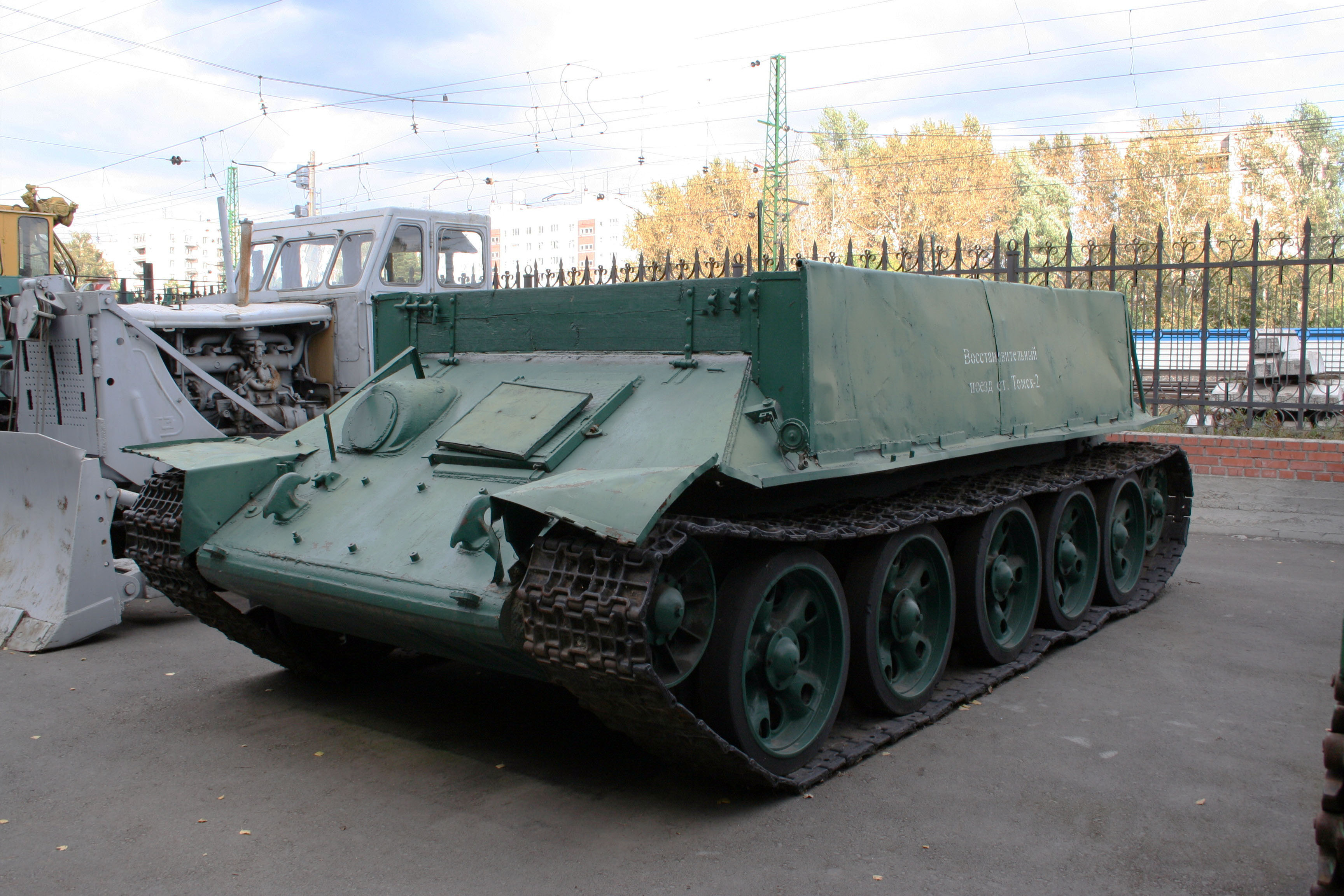
Тягач на базе танка Т-34.
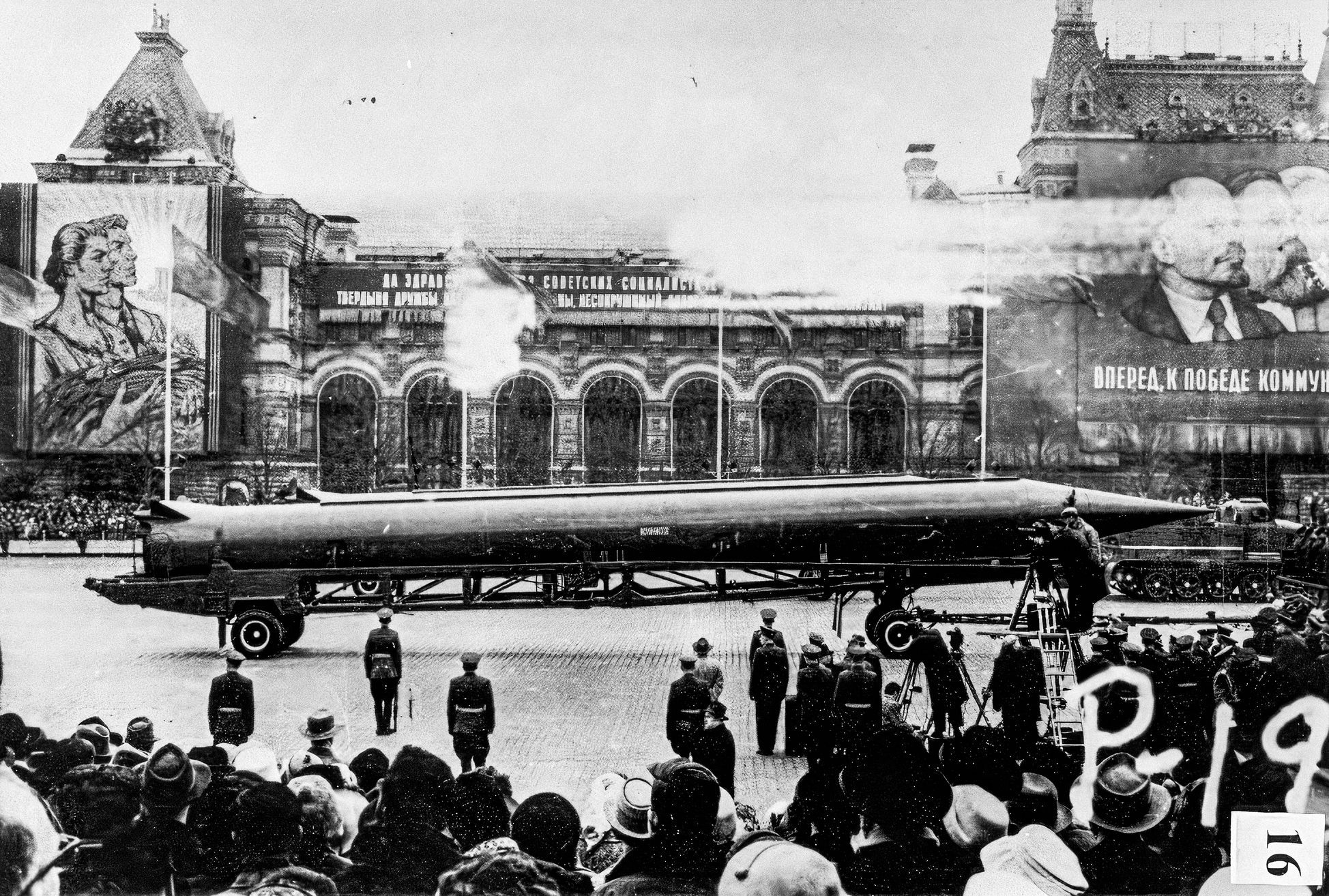
Военный парад артиллерийский тягач — тяжёлый (АТ-Т) транспортирует Р-12, Красная площадь, Москва, из архива ЦРУ США.
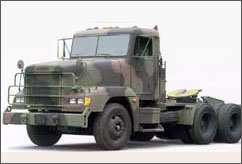
Седельный тягач.
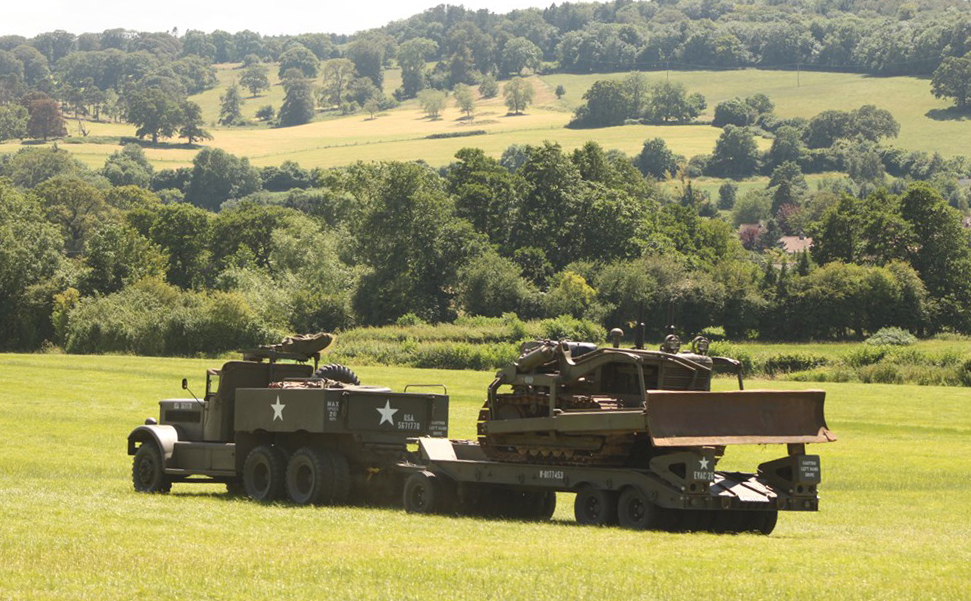
Балластный тягач Diamond T 980 с бульдозером в прицепе.
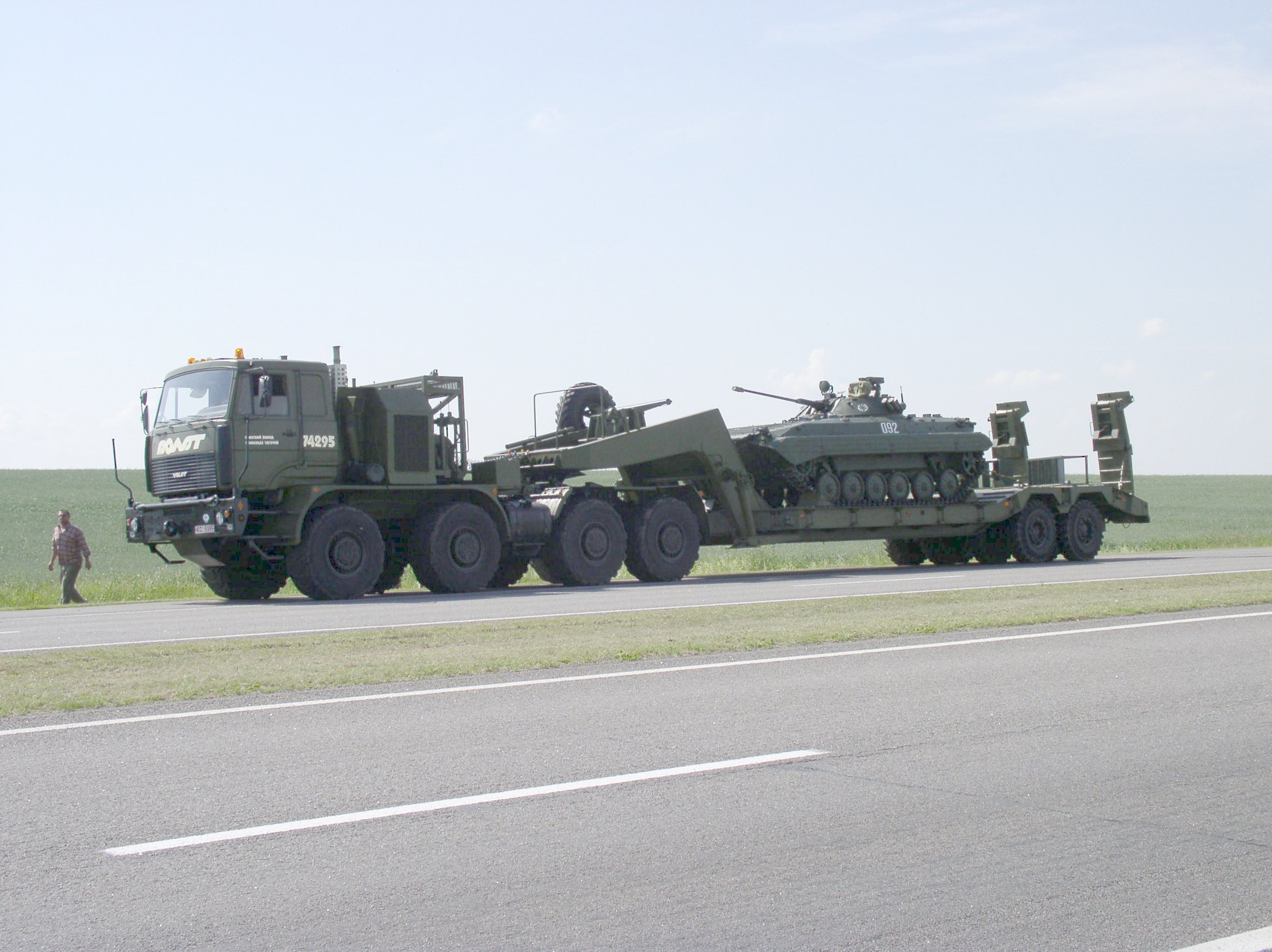
Тягач Волат МЗКТ-742952 + 93783 транспортирует БМП-2.
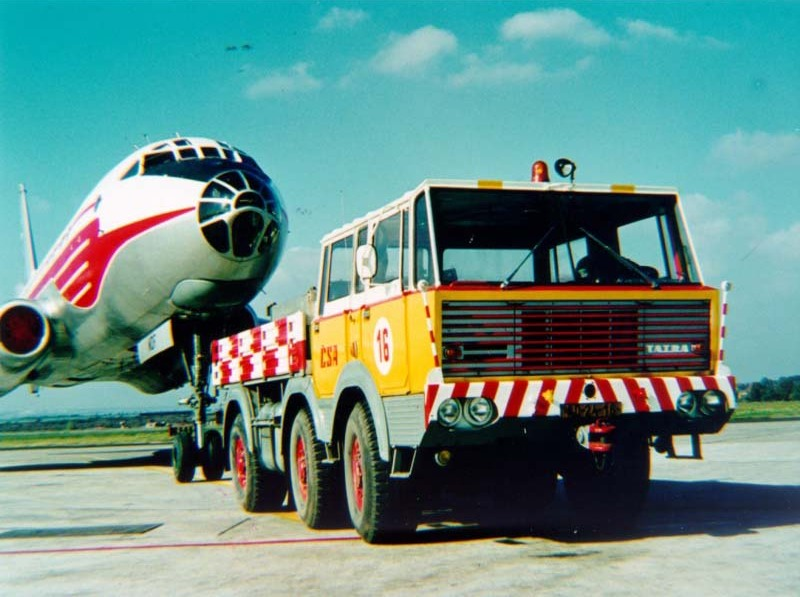
Tatra 813 буксирует Ту-104.
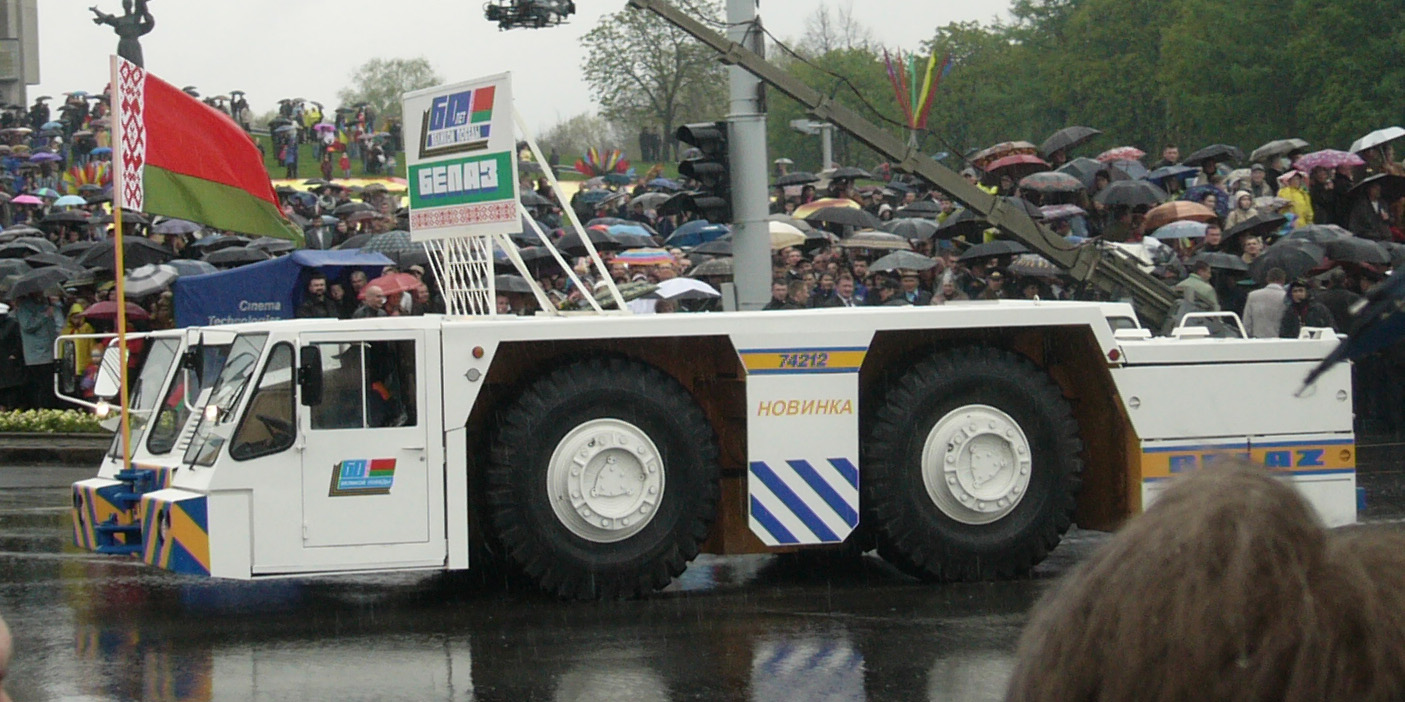
Аэродромный тягач БелАЗ 7421.
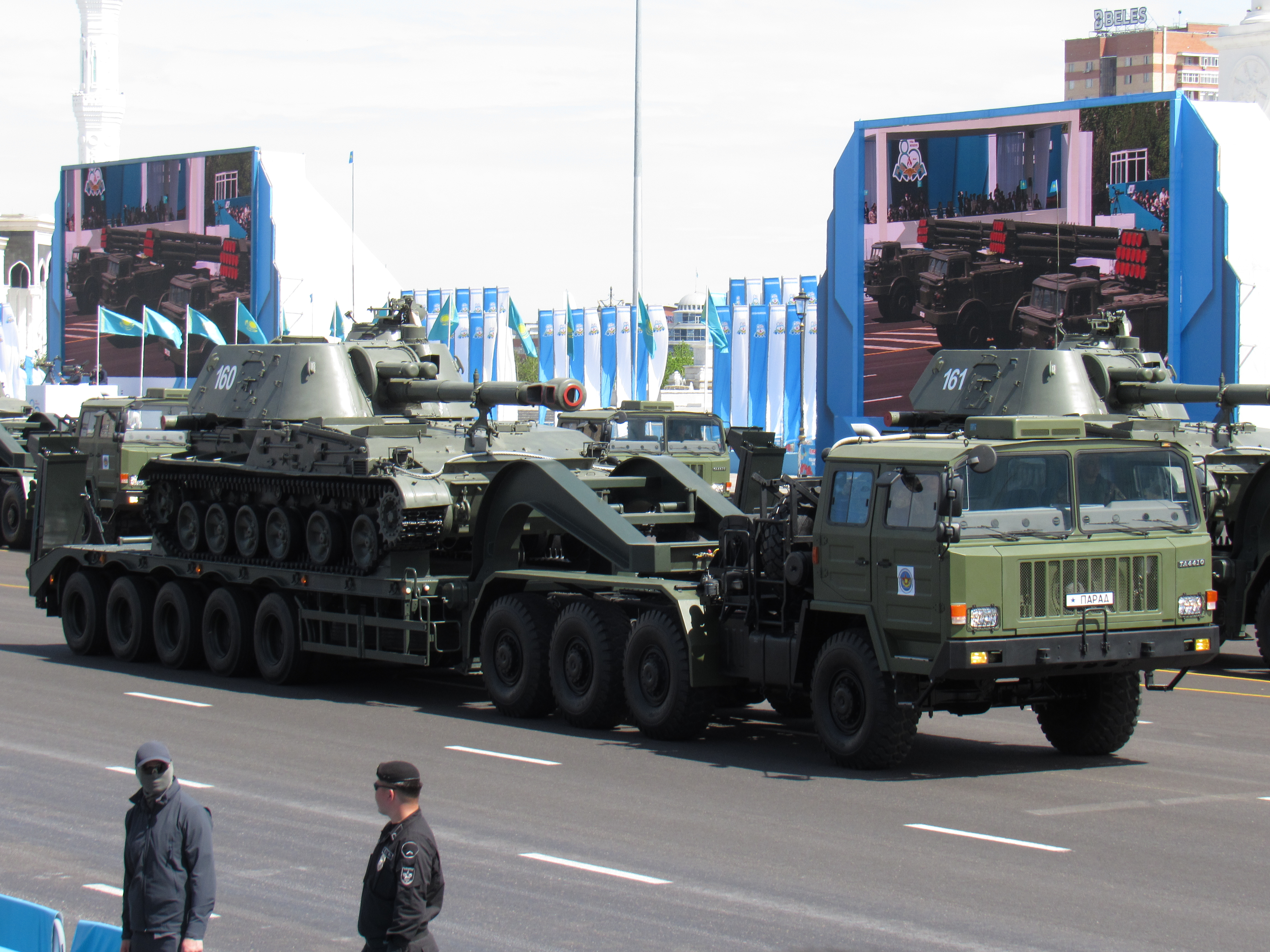
Танковый тягач ТА-4410 китайского производства, транспортирует САУ 2С3
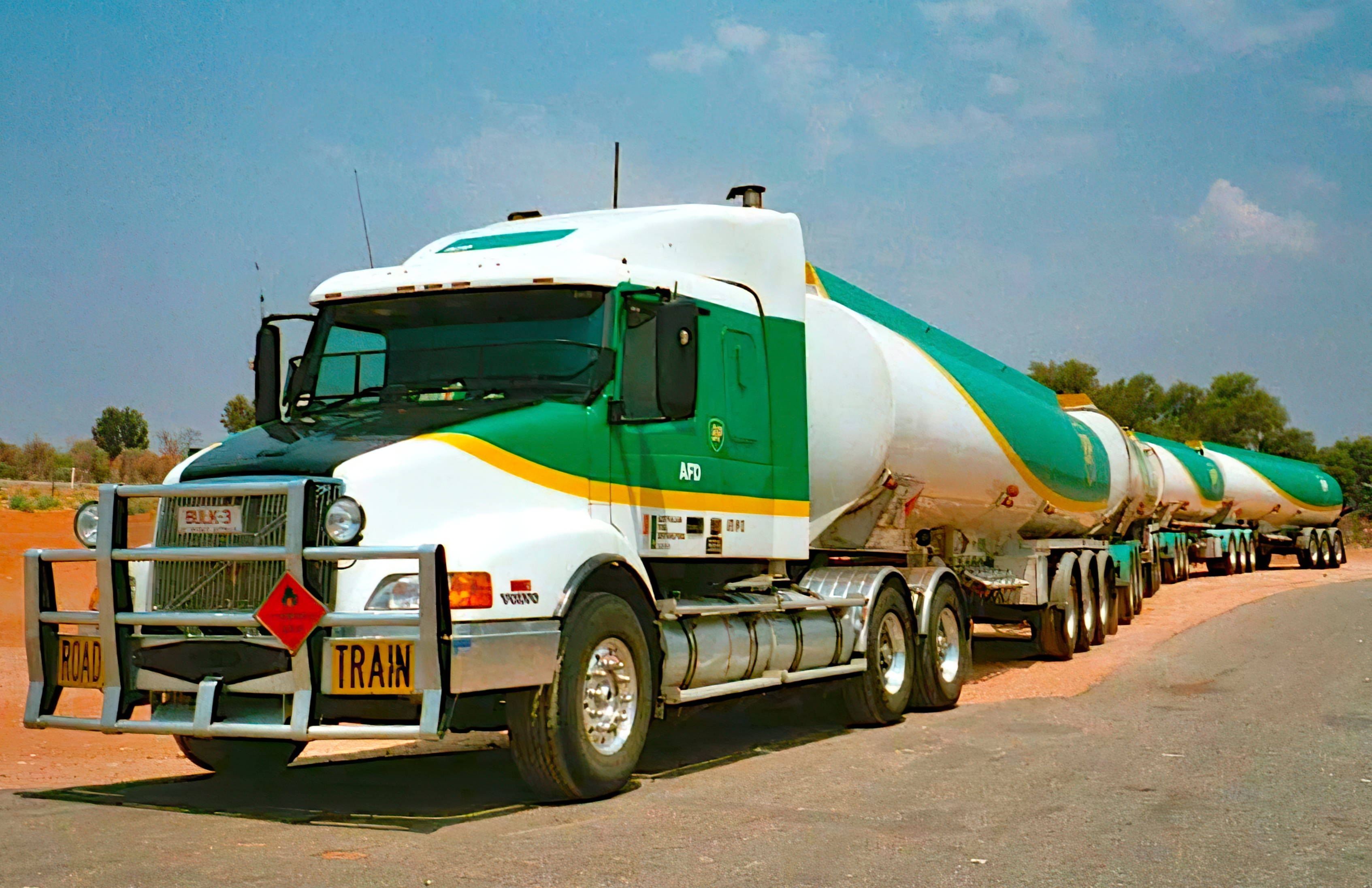
Тягач автомобильного поезда в Австралии.

## Карьерные тягачи

### Характеристики карьерных тягачей
- транспортный режим — до 90 % общего времени эксплуатации

### Применение карьерных тягачей
- для горных и строительных работ с большими объёмами (промышленные);
- сельскохозяйственные, строительные и промышленные работы (тракторы общего назначения);
- для сельскохозяйственных работ (сельскохозяйственные).

### Рабочие инструменты карьерных тягачей
- силовой агрегат;
- преобразовательные агрегаты;
- трансмиссия;
- ходовой механизм;
- система управления.

### Производители тягачей карьерных
- БелАЗ